# (384815) Żołnowski
(384815) Żołnowski – planetoida z głównego pasa planetoid okrążająca Słońce w ciągu 4,32 lat w średniej odległości 2,65 au. Została odkryta 24 listopada 2008 roku w ramach programu Catalina Sky Survey. Nazwa planetoidy pochodzi od Michała Żołnowskiego (ur. 1975) – polskiego astronoma amatora i astrofotografa, który zbudował we Włoszech Rantiga Osservatorio – pierwsze polskie zdalnie sterowane obserwatorium poświęcone astrometrii planetoid. Przed nadaniem nazwy planetoida nosiła oznaczenie tymczasowe (384815) 2012 RC3.